# Фореста (Кротоне)
Фореста је насеље у Италији у округу Кротоне, региону Калабрија.
Према процени из 2011. у насељу је живело 1289 становника. Насеље се налази на надморској висини од 299 м.